# Euromaïdan
Ne doit pas être confondu avec révolution orange.
Cet article concerne les manifestations proeuropéennes débutant en novembre ayant abouti à la destitution du président Ianoukovytch. Pour avoir un point de vue plus global sur la situation en Ukraine, voir Guerre russo-ukrainienne.
Euromaïdan (en ukrainien : Євромайдан, Yevromaïdan ; en russe : Евромайдан, Yevromaïdan) ou Eurorévolution est le nom donné aux manifestations proeuropéennes en Ukraine, ayant débuté le 21 novembre 2013 à la suite de la décision du gouvernement ukrainien de ne pas signer l'accord d'association entre l'Ukraine et l'Union européenne au profit d'un accord avec la Russie. Ces manifestations sont marquées par de fortes violences entre le 30 novembre et le 8 décembre 2013, le soutien affirmé des États-Unis aux manifestants, et sont comptées parmi les conflits post-soviétiques. Les violences ne font qu'accroître les mouvements de protestations, avec entre 250 000 et 500 000 manifestants à Kiev. 
Ce mouvement débouche le 22 février 2014 sur la révolution de Février et la fuite puis la destitution du président prorusse Viktor Ianoukovytch, remplacé par Oleksandr Tourtchynov, ainsi que sur la libération de Ioulia Tymochenko et la mise en place d'un nouveau gouvernement dirigé par Arseni Iatseniouk. Ce mouvement s'inscrit dans le contexte plus large du conflit russo-ukrainien et provoque la guerre du Donbass et la sécession de la Crimée.

## Dénomination
Les manifestations proeuropéennes ukrainiennes ont été nommées « Euromaïdan » (ukrainien : Євромайдан, Yevromaïdan) en référence à la place de l'Indépendance (Майдан Незалежності, Maïdan Nezalejnosti), la place principale de Kiev où elles se sont déroulées. Ces manifestations sont parfois désignées par les termes de « Révolution de Février », « Révolution de la Dignité » ou encore « Eurorévolution » (ukrainien : Єврореволюція, Yevrorevolioutsia). Certains considèrent que ces deux derniers désignent la même période que celle de l'Euromaïdan. D'autres affirment que l'Euromaïdan s'est transformé en « Révolution de la dignité » à partir du 30 novembre 2014, lorsque les étudiants ont été évacués violemment par les forces de l'ordre, et que la revendication principale n'était désormais plus simplement une adhésion à l'Union européenne, mais plus globalement un changement de président. Ce dernier est en effet alors accusé d'avoir aggravé la corruption dans le pays et de prendre un virage autoritaire à l'image de ce qui se passe en Russie.
Le mot Maïdan a des origines persanes, signifiant « place » ou « lieu ouvert » voire « place du marché »,. Le mot Euromaïdan est inventé peu après le début des manifestations sur le réseau social Twitter, en étant utilisé sous la forme d'un hashtag : #Euromaidan. Son initiateur n'est cependant pas connu.

## Contexte
Au niveau géopolitique, l'Ukraine est considérée comme à la frontière entre les influences économiques et politiques de l'OTAN et de la Russie,.
Viktor Iouchtchenko, clairement pro-UE et pro-OTAN,, accède à la présidence en 2005 puis est battu en 2010 par Viktor Ianoukovytch qui à l'inverse, est considéré comme proche de la Russie,. En avril 2008 au 20ème sommet de l'OTAN les États-Unis souhaitent l'adhésion de l'Ukraine à l'OTAN. La France et l'Allemagne, conscientes des risques de conflit avec la Russie, refusent de s'associer à cette déclaration. 
Selon un sondage en décembre 2008, 44,7 % de la population ukrainienne s'était dite favorable à une adhésion de leur pays à l'UE tandis que 35,2 % des sondés s'étaient dits contre.
En 2013, alors que l’Ukraine est proche du défaut de paiement et qu'elle enregistre de plus une récession de 2 %, il lui reste, fin novembre 2013, 18,79 milliards de dollars de réserves de change et elle doit en 2014 rembourser sept milliards de dollars à ses créanciers, la Russie lui réclamant par ailleurs dix-sept milliards de dollars de facture de gaz naturel. Le 18 décembre 2013, le président russe Vladimir Poutine annonce la levée des barrières douanières entre l’Ukraine et la Russie, ainsi que son intention de baisser le prix de son gaz et d’offrir au gouvernement ukrainien un prêt de quinze milliards de dollars. Lors des négociations entre l’Union européenne et l’Ukraine, le Premier ministre ukrainien Mykola Azarov avait demandé à l’Union européenne un prêt de vingt milliards d’euros, qui lui fut refusé, l’Union européenne promettant néanmoins une aide financière.

## Revendications
Les manifestations naissent après que le Président Viktor Ianoukovytch a annoncé, le 21 novembre 2013, qu'il ne signera pas l'accord d'association entre l'Ukraine et l'Union européenne, prévue pour le 29 novembre 2013. Pour le Premier ministre Azarov, cette suspension a pour but « d'assurer la sécurité nationale, relancer les relations économiques avec la Russie et préparer le marché intérieur à des relations d'égal à égal avec l'Union européenne ».
Dès cette volte-face apparaissent des manifestations en faveur d’un rapprochement avec l’Europe, composées principalement d'étudiants. Ces manifestations sont rapidement suivies et entretenues par les partis de l’opposition de droite : Bat'kivchtchyna de Ioulia Tymochenko, UDAR de Vitali Klitschko et Svoboda d'Oleh Tyahnybok. Ils demandent le départ du Président Ianoukovytch, qu'ils accusent d'avoir « vendu le pays pour s'acheter un poste de gouverneur dans l'empire russe ». Sur le Maïdan, les drapeaux ukrainiens et européens se côtoient, montrant à la fois l'attrait pour l'Union européenne et une volonté d'indépendance nationale. Plus tard apparaîtront les drapeaux rouge et noir de l'extrême droite ukrainienne.
Les tentatives de faire taire ces manifestations ne feront que grossir le mouvement. Dès lors, la lutte se portera davantage contre la corruption généralisée, l'autoritarisme du pouvoir, et l'influence russe en Ukraine.

## Déroulement

### Avant le renversement du pouvoir
Le 22 novembre 2013, une publication sur son compte Facebook du journaliste d'Ukrayinska Pravda Mustafa Nayyem entraîne les premières protestations face au changement de cap du gouvernement prorusse envers l'Union européenne,. Le Parti communiste d'Ukraine et le Bloc russe (en) font part de leur soutien au gouvernement. Dans la nuit du 29 au 30 novembre, environ 10 000 manifestants sont délogés du Maïdan par la police anti-émeute,. Cette évacuation fera plusieurs dizaines de blessés entraînant des protestations internationales, un appel à la grève générale, de nouveaux rassemblements, l'occupation de la mairie de Kiev, le blocage des sites gouvernementaux ainsi que le limogeage de plusieurs personnalités dont le maire de Kiev,. Le nombre de manifestants réclamant le départ du Président Viktor Ianoukovytch serait alors de l'ordre de plus de 100 000 personnes.

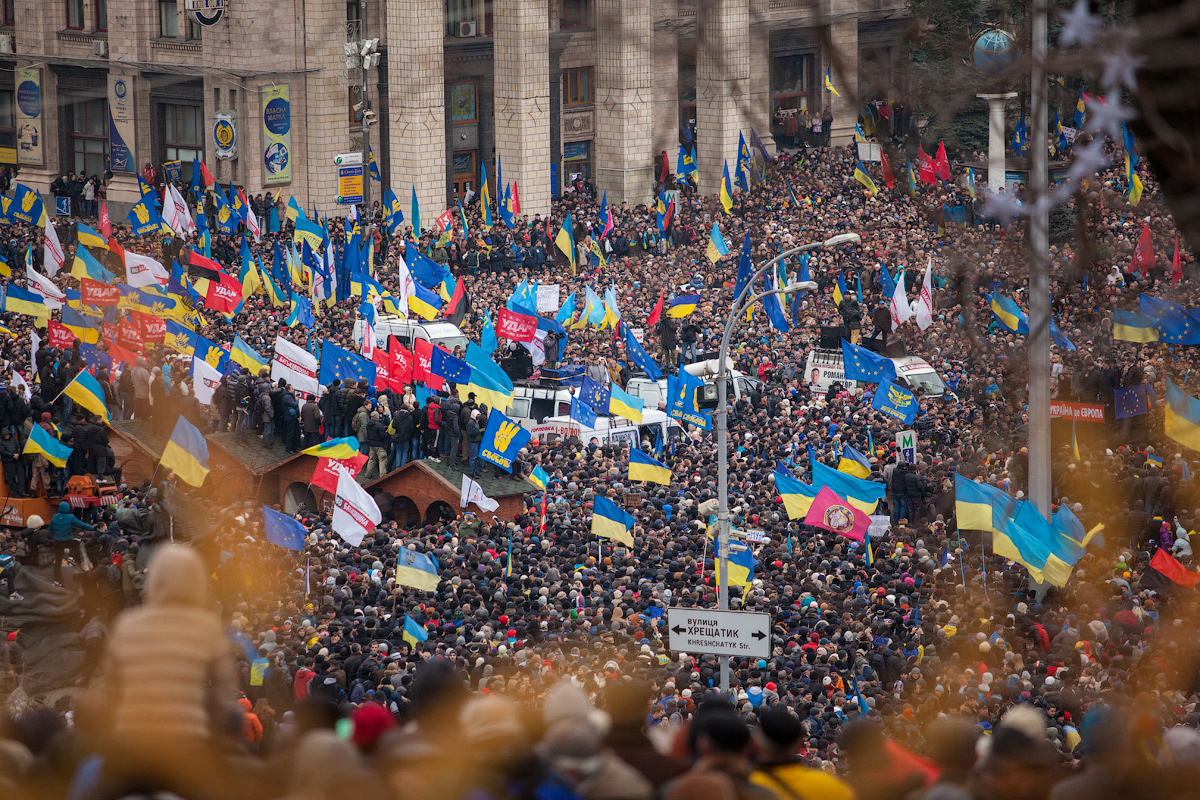
Manifestations, le 1er décembre 2013, dans les rues de Kiev.
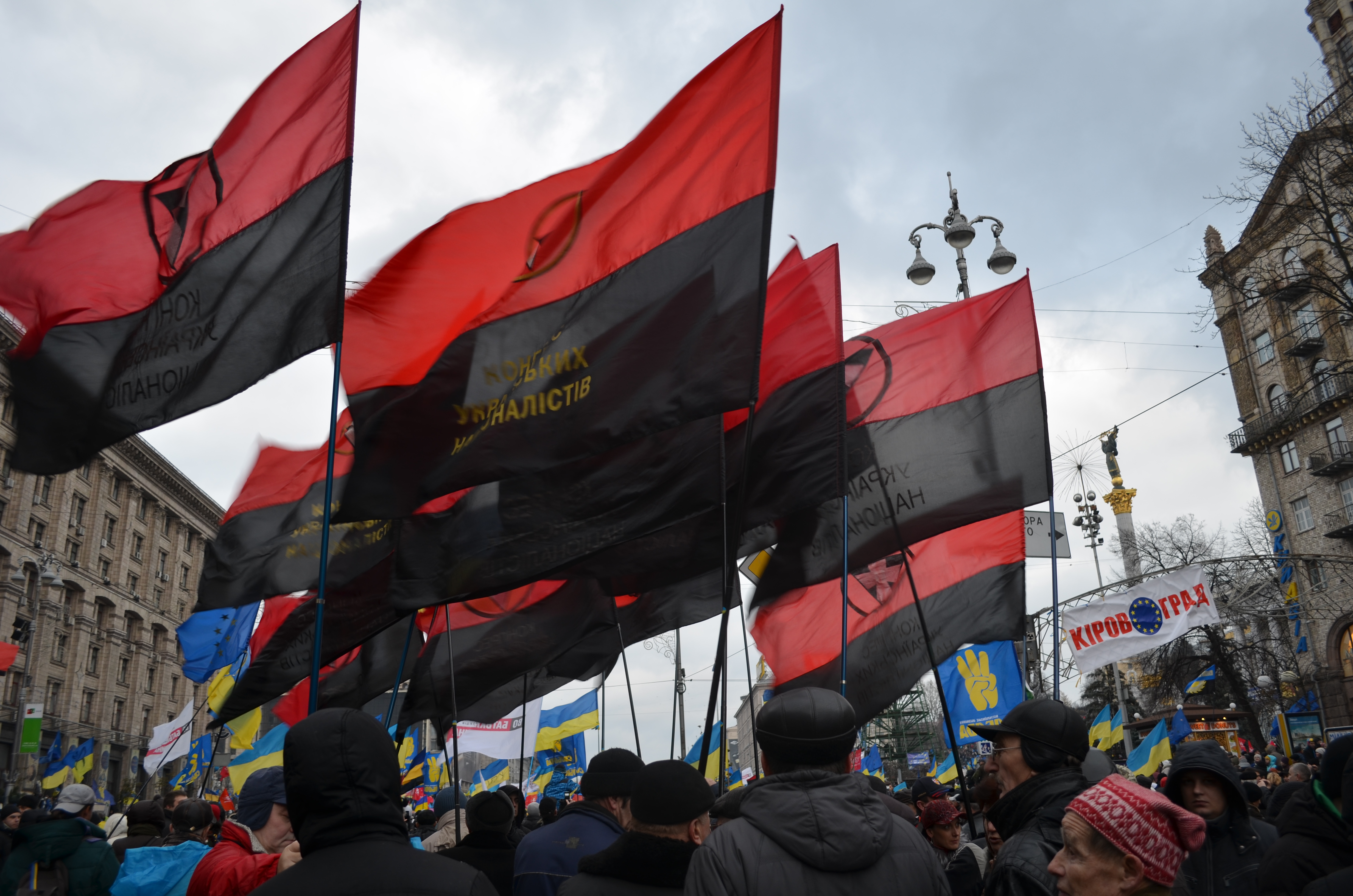
Manifestation du Congrès des nationalistes ukrainiens à Kiev le 1er décembre 2013.
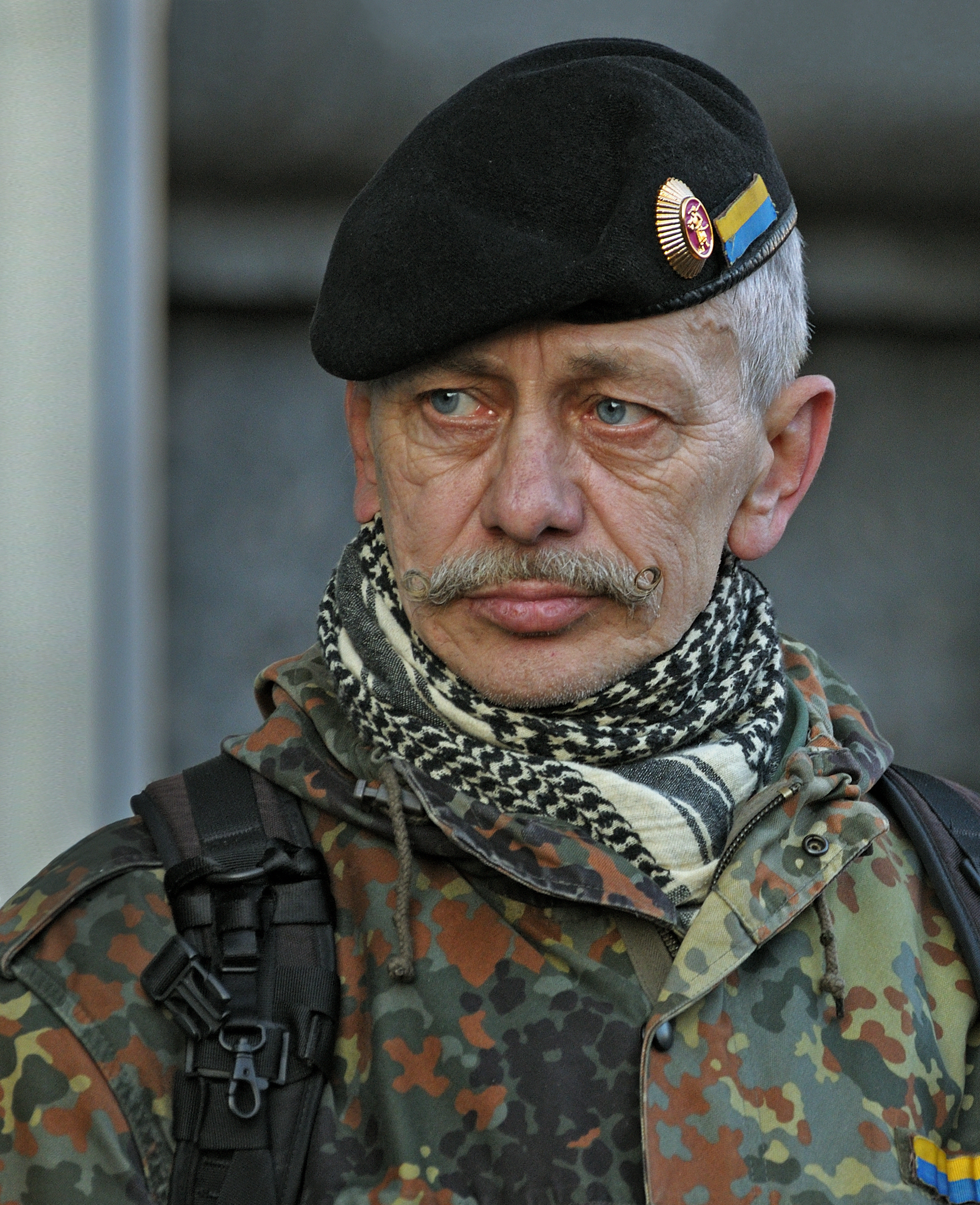
Membre de la garde de Maïdan pour l'Euromaïdan, à Kiev en décembre 2013.
- L'Euromaïdan filmé le 8 décembre 2013 depuis le haut d'un "sapin de Noël" métallique décoré de drapeaux[38].

#### Décembre 2013
Le 8 décembre, les militants de Svoboda abattent la statue de Lénine installée depuis 1946 près du marché Bessarabsky, symbole de la « domination russe » sur leur pays. L'Ukraine connait alors sa plus grande manifestation depuis la révolution orange de 2004 (un million de personnes selon les organisateurs). Une contre-manifestation de 1 500 personnes, pro-Ianoukovitch, est également mise en place, mais dont les participants sont rémunérés, voire convoqués. Plusieurs prêtres de l'Église orthodoxe d'Ukraine (Patriarcat de Kiev) se joignent aux manifestants (organisant hébergements et prières collectives) pour protester à la fois contre le régime et contre le prosélytisme du Patriarcat de Moscou. Le sénateur républicain John McCain et son homologue démocrate Chris Murphy, prennent la parole devant les manifestants et rencontrent les trois chefs de l'opposition, y compris Oleh Tyahnybok, chef du parti Svoboda, ainsi que le chef du patriarcat de Kiev. Le 9 décembre, le site web du parti de Ioulia Tymochenko, Union panukrainienne « Patrie » est mis hors ligne. Victoria Nuland secrétaire d'état des USA soutient les manifestants en distribuant sandwich et cookies avant de rencontrer les responsables de l opposition. 
Le 15 décembre, selon Interfax-Ukraine, jusqu'à 200 000 manifestants proeuropéens seraient descendus dans les rues de Kiev. Le sénateur américain John Mac Cain harangue les manifestants " L'Amérique est avec vous". 17 décembre, Vladimir Poutine et Viktor Ianoukovytch se mettent d'accord à Moscou sur un plan d'action visant à redéfinir les relations économiques russo-ukrainiennes.
Le 22 décembre, l'opposition ukrainienne s'engage à continuer les manifestations pro-UE, malgré la signature d'un accord économique avec la Russie quelques jours plus tôt. Le 25 décembre, une journaliste ukrainienne de l'Ukrayinska Pravda, Tetiana Tchornovol, est agressée par deux hommes dans la banlieue de Kiev, provoquant un tollé dans le pays. Selon l'opposition ukrainienne, cette agression serait due à ses articles très critiques envers le Président Viktor Ianoukovytch et ses proches ; ces derniers parlent de « provocations » visant à les discréditer. Le 27 décembre, une loi (rédigée par le gouvernement Azarov II) dispose que l'occupation de bâtiments qui conduit à « la perturbation de leur fonctionnement normal » est dorénavant inscrite dans le code pénal ukrainien[réf. nécessaire].

#### Janvier 2014

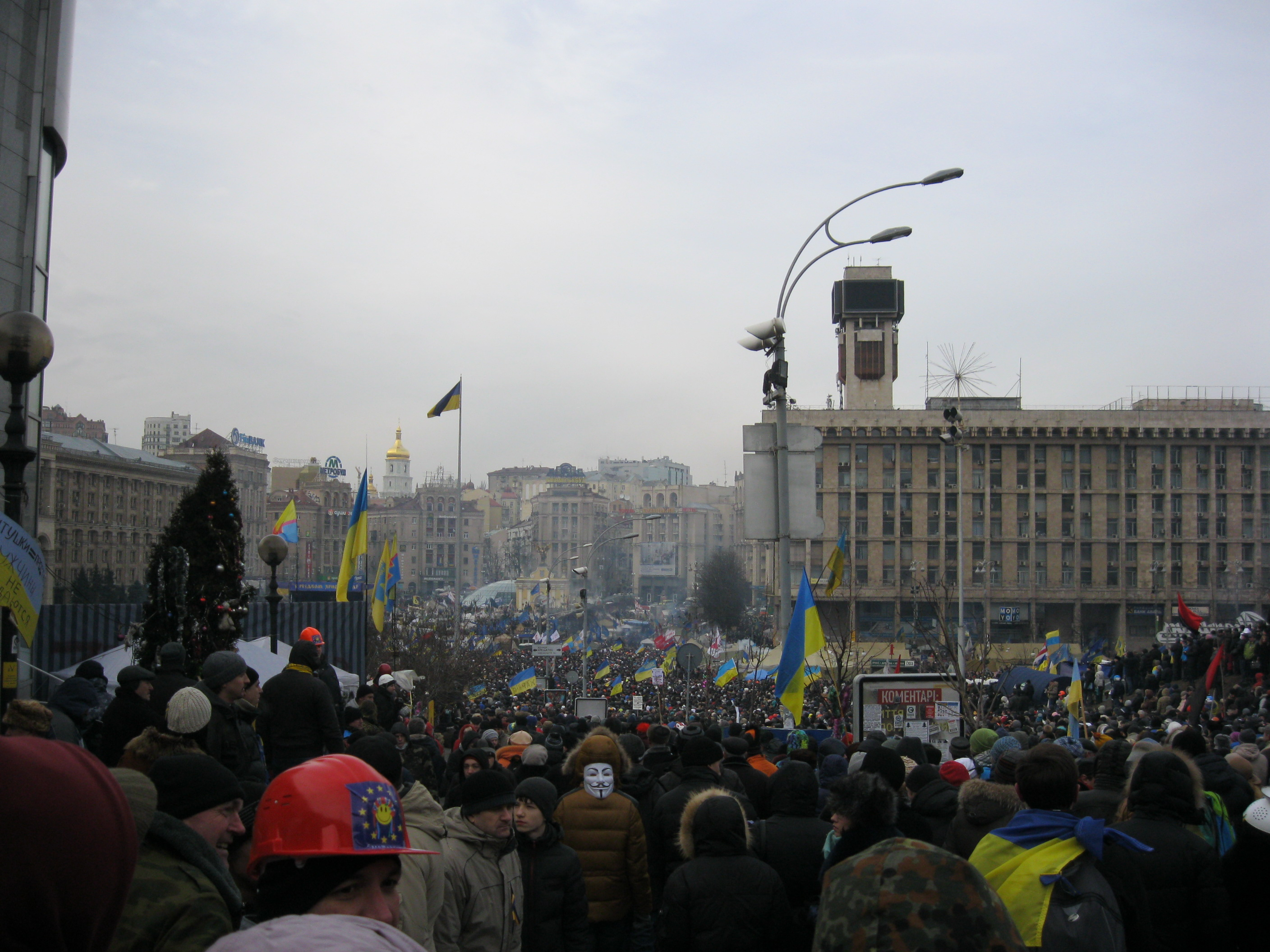
200000 personnes manifestant contre les lois antimanifestations à Kiev.

Deux cent mille manifestants célèbrent le réveillon du Nouvel An. Le 1er janvier, environ 15 000 personnes défilent lors de la marche annuelle, organisée par le parti d'extrême-droite Svoboda, pour célébrer le 105e anniversaire de la naissance de Stepan Bandera, figure majeure du nationalisme ukrainien, qui à la tête de l'Organisation des nationalistes ukrainiens, combattit la Pologne et l'Union Soviétique aux côtés de l'Allemagne nazie entre les années 1930 et 1950.
Le 7 janvier 2014, le Sénat des États-Unis adopte unanimement une résolution demandant à Viktor Ianoukovytch de s'abstenir d'user de la force et de maintenir un dialogue de réconciliation nationale avec l'opposition tout en demandant à toutes les parties d'éviter les discours haineux et les actes antisémites.
Le 12 janvier, environ 50 000 personnes participent au premier Vétché de l'année sur la place de l'Indépendance,,.
Le 15 janvier, le gouvernement interdit encore une fois les rassemblements publics et manifestations à Kiev. Le 16 janvier, le Parti des régions et le Parti communiste d'Ukraine (entre autres) adoptent des lois antimanifestations au Parlement ukrainien. L'opposition qualifie cette journée de « noire » expliquant que « désormais, le parlementaire ukrainien est mort » et que ces lois sont « une dictature interdisant toute raison de se rassembler, de vivre, où il n'y a aucune loi, plus aucune liberté et aucune procédure légale. » La loi no 3879, qui restreint la liberté de l'information et d'autres libertés fondamentales, a été dénoncée par Reporters sans frontières.
Le 19 janvier, une manifestation de 200 000 personnes se déroule dans le centre-ville de Kiev pour protester contre ces nouvelles lois antimanifestations,. Le rassemblement est mené par l'opposition et accompagné par des ONG comme International Renaissance Foundation, mais marque aussi la réapparition de la journaliste et militante antigouvernement Tetiana Tchornovol après son agression. De nombreux protestataires défient les lois en vigueur et les tournent en dérision en portant des « casques » plus ou moins invraisemblables,. Des activistes, dont le contre-amiral de la Marine ukrainienne Ihor Tenioukh, appellent les militaires à rejoindre les manifestations, et les forces policières à ne plus exécuter aucun ordre donné par le gouvernement.

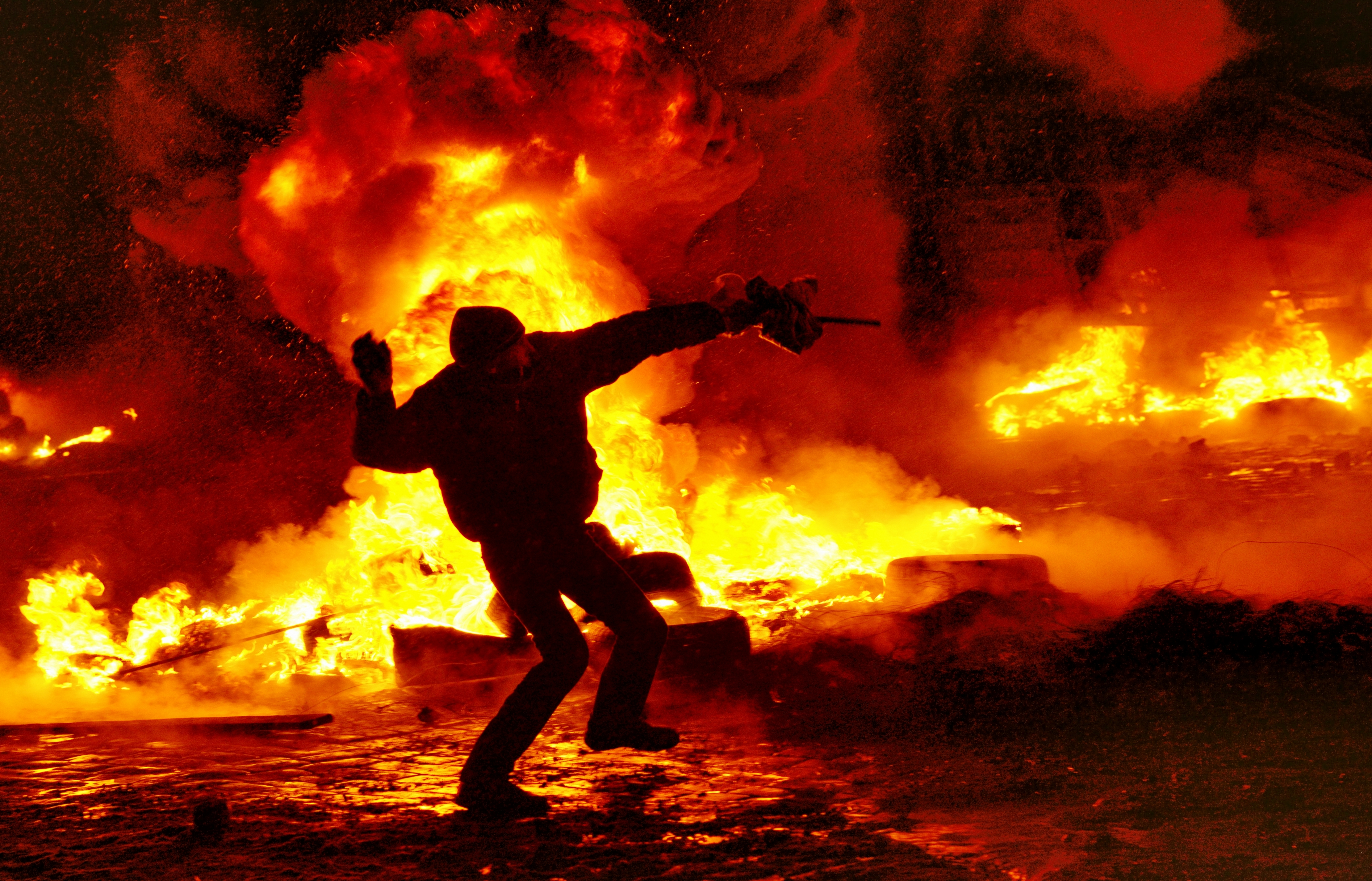
Protestation enflammée dans la rue Hrouchevski, le 22 janvier 2014.

Le 22 janvier sont découverts les corps des deux premières victimes, Sergei Nigoyan (en) tuées par balles, et Yuri Verbitsky (uk) battu à mort. Yuri Verbitsky avait été enlevé la veille à 4 h du matin avec Igor Lutsenko (en), qui lui a été retrouvé vivant le 21 au soir,. À ces deux victimes s'ajouteront deux autres personnes, lors des heurts dans la rue Hrouchevski (en), entre manifestants et forces policières. En réponse à cette flambée de violence, le gouvernement autorise la police à prendre des mesures plus draconiennes pour arrêter les émeutes. Celle-ci peut désormais réduire les accès routiers et utiliser des canons hydrauliques contre les manifestants, malgré les températures qui atteignent jusqu'à −10 °C,. En dépit de cette mesure, 50 000 personnes manifestent.
Le 22 janvier toujours, des policiers détruisent un centre médical de la Croix-Rouge dans la rue Hroushevski où des manifestants se faisaient soigner, et deux douzaines d'hommes cagoulés font irruption dans les bureaux d'une chaîne locale de Kiev. À la suite de la diffusion d'images montrant les brutalités et les humiliations exercées par la police (manifestant obligé de se tenir entièrement nu par des températures négatives, d'autres roués de coups au sol), les forces de l'ordre s'excusent. Les Berkout (forces spéciales ukrainiennes, ayant succédé aux OMON soviétiques) s'illustrent particulièrement par leur brutalité,.
À partir du 23 janvier, des occupations d'administrations régionales sont signalées, essentiellement dans les provinces occidentales, traditionnellement plus pro-européennes, comme à Lviv, Ternopil, Rivne ou Jytomyr. Les promesses de Viktor Ianoukovytch, le 24 janvier (remaniement du gouvernement, amendements des lois répressives récentes), interprétées comme un recul du pouvoir, n'ont pas eu d'effet immédiat sur la contestation. À cause de risques croissants pesant sur les installations nucléaires du pays et sous l'insistance de l'AIEA, les services de sécurité déclenchent le 27 janvier une opération antiterroriste visant à garantir la sécurité de ces sites.
Le 25 janvier 2014, Viktor Ianoukovytch propose à Arseni Iatseniouk de devenir Premier ministre et à Vitali Klitschko de devenir vice-Premier ministre, ce que les intéressés refusent.
Le 28 janvier, le Premier ministre Mykola Azarov démissionne, tandis que les récentes lois répressives sont abrogées à la Rada.

#### Février 2014

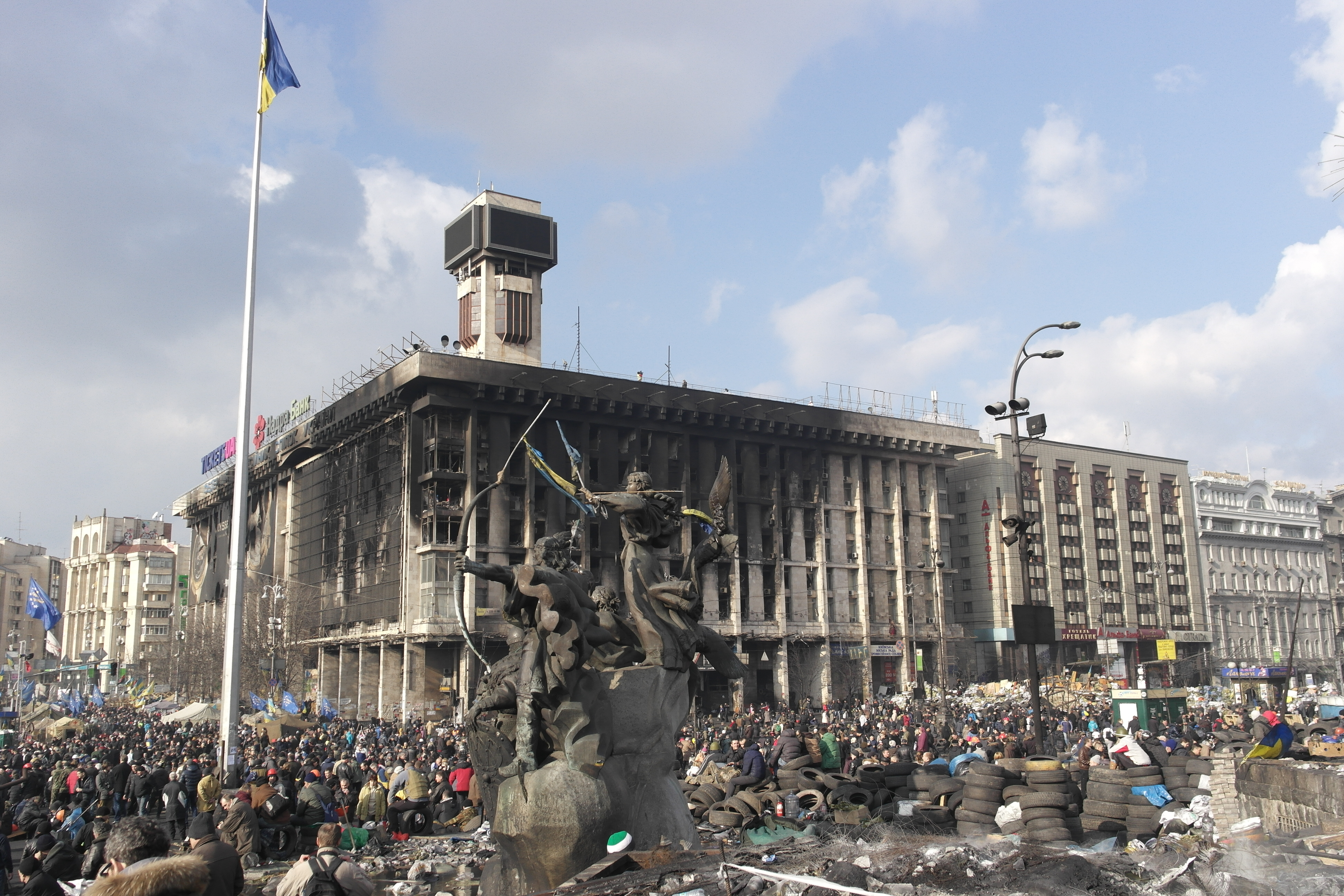
La place de l'Indépendance (Kiev) après un assaut des forces de sécurité lors d'Euromaïdan (2 2014).

Le 18 février, à l'issue d'une journée de violents affrontements durant lesquels la police a dû essuyer de nombreux jets de pavés, les autorités affirment que la violence doit cesser et donnent un ultimatum pour 18 h. Le chef de l'Administration d'État de la ville de Kiev (uk) Volodymyr Makeyenko (uk) s'adresse au pays déclarant que les « émeutiers ont franchi les limites ». Le rôle des titouchky (provocateurs payés par le pouvoir) dans les troubles a été dénoncé à plusieurs reprises,.
Avec l'accord du ministre de l'Intérieur Vitaliy Zakhartchenko et faisant suite au déclenchement d'une opération antiterroriste, les forces de l'ordre sont autorisées le 20 février à faire usage de la force létale et tirent désormais à balles réelles sur des manifestants considérés par les autorités comme responsables de l'escalade de violence. Des snipers tirent également sur les manifestants et les policiers. Leur origine reste controversée, et des témoignages montrent qu'ils ont pu agir sous les ordres de l'opposition elle-même,,. Le ministère de la Santé publie un bilan actualisé au 22 février qui dénombre 82 morts et 622 blessés. Volodymyr Makeyenko démissionne du Parti des régions (le parti du président) « pour arrêter ce bain de sang ». À la suite de menaces de sanction de la part de l'Union européenne, les ministres des Affaires étrangères allemand, polonais et français entament sur place des négociations avec Ianoukovytch et les représentants de l'opposition.
Le 21 février, le chef adjoint de l’état-major de l'armée ukrainienne, Yurii Dumanskyi (uk), donne sa démission pour protester contre les tentatives d'impliquer l'armée dans le conflit.

### Renversement du pouvoir

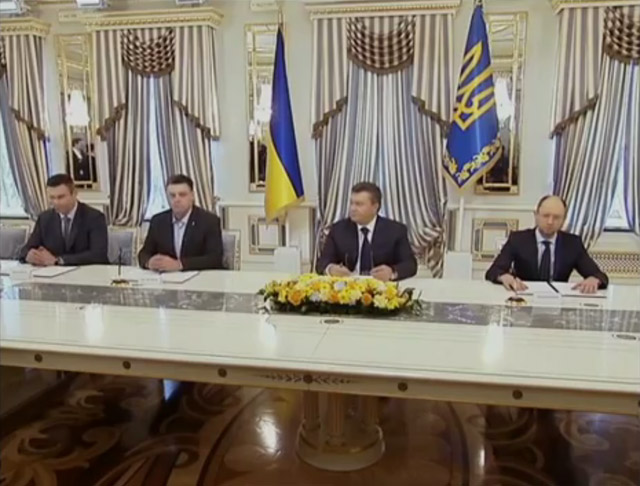
Viktor Ianoukovytch (au centre), la veille de sa destitution, en compagnie des chefs de l'opposition, après la signature d'un accord de sortie de crise.

Le 21 février, dans l'après-midi, après deux journées de négociations entre le président, les chefs de l'opposition, les ministres des Affaires étrangères allemand, polonais et français et un représentant de la Russie, un accord de sortie de crise est signé par toutes les parties à l'exception du représentant russe. Peu après, Ianoukovytch annonce sur le site de la Présidence des élections anticipées en 2014, un retour à la Constitution de 2004 et à un régime parlementaire. Dans la soirée, le Parlement vote à une large majorité le retour à la Constitution de 2004 ainsi qu'une loi abolissant l'article du code pénal au titre duquel a été condamnée l'opposante Ioulia Tymochenko. Dans la soirée, le président Ianoukovytch fuit Kiev. Le 22 février, le Parlement suspend le ministre de l'Intérieur, Vitaliy Zakhartchenko, et 328 parlementaires sur 450 votent la destitution de Viktor Ianoukovytch. Par ailleurs la résidence de Mejyhiria (en ukrainien : Межигір'я) du président, près de Kiev, est ouverte et accessible à la population, quoique gardée contre les pillages. Les manifestants continuent à occuper la rue malgré l'accord de « sortie de crise ». Les défections se succèdent dans le camp présidentiel, dont celle du président du Parlement, Vladimir Rybak, remplacé par Oleksandr Tourtchynov, bras droit de Ioulia Tymochenko ; ce dernier agit également comme Premier ministre par intérim.

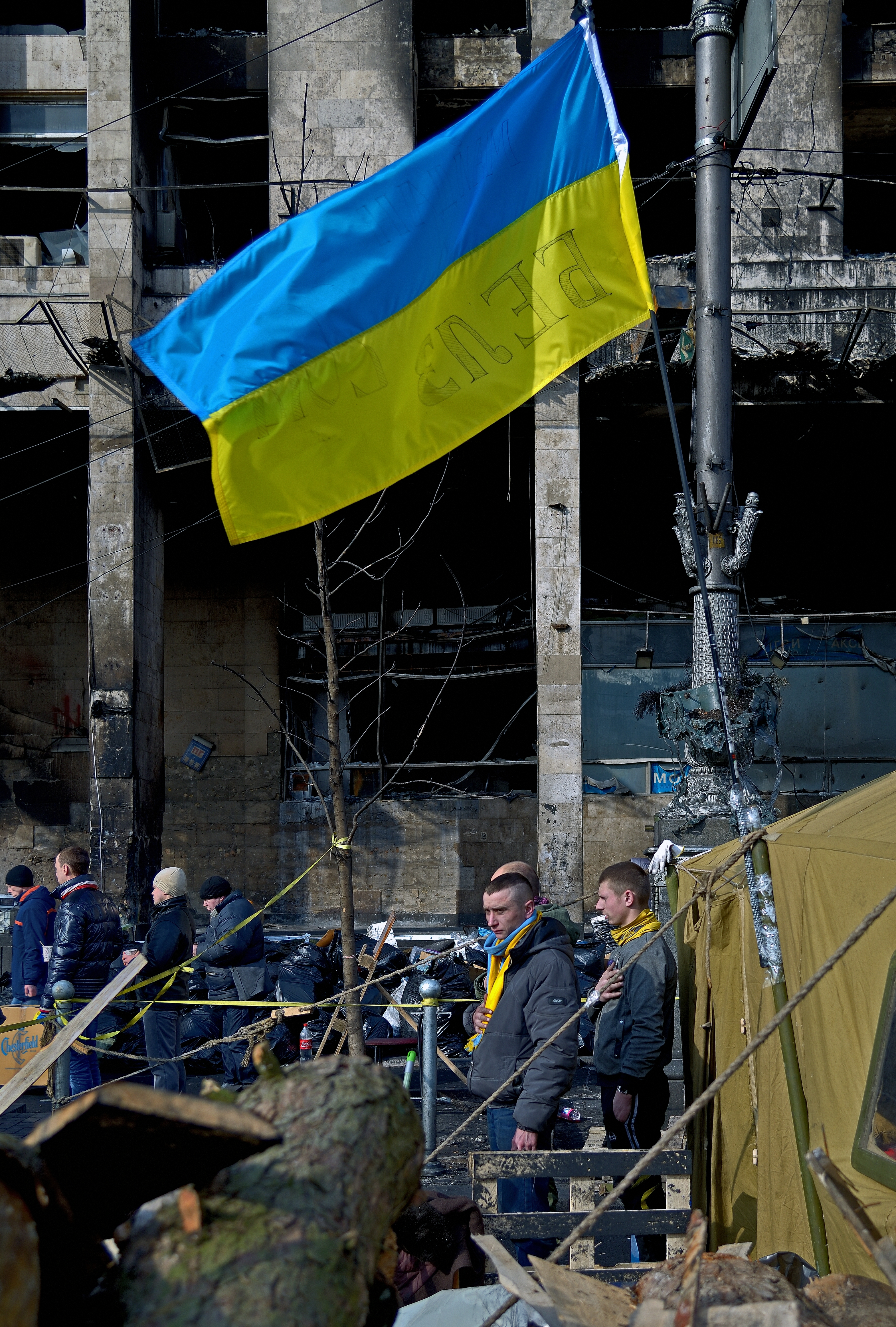
Une minute de silence à la mémoire des manifestants morts de l'Euromaïdan. Kiev, 24 février 2014.

Selon Hennady Moskal, un membre du parti Batkivchtchyna, des documents, découverts après la fuite du président, démontrent l'existence d'un plan de liquidation des manifestations d'Euromaïdan. Les opérations, financées par les Services secrets ukrainiens, portaient les noms de code de « Vague » et « Boomerang ». Les documents semblent impliquer également l'assistance de conseillers russes et indiquent que les snipers de la rue de l'Institut (Instytoutskaïa) appartenaient à des unités spéciales du ministère de l'Intérieur, dont une unité spéciale « Omega ».
À Lviv, la police, l'armée et les services secrets ont capitulé devant les protestataires. À Kharkiv, en revanche, le gouverneur, Mikhaïl Dobkine, de tendance séparatiste, appelle à « s'opposer au nouveau pouvoir »[source insuffisante] et ouvre un congrès des régions pro-russes qui remet en cause l'autorité du nouveau Parlement. Dans l'après-midi, démentant les annonces de la presse, Ianoukovytch annonce depuis Kharkiv, sur la chaîne privée « 112 », qu'il ne démissionnera pas et dénonce un coup d'État : « Je n'ai pas l'intention de donner ma démission. Je suis un président élu de manière légitime. Ce qui se passe aujourd'hui est du vandalisme, du banditisme, un coup d'Etat ». Cependant la Rada, constatant la vacance du pouvoir, prononce la destitution de Ianoukovytch et fixe au 25 mai  2014 la tenue de la prochaine élection présidentielle.
Valentyn Nalyvaïtchenko retrouve provisoirement son ancien poste à la tête du SBU. il accuse officiellement « des agents du FSB [services secrets russes] [d'avoir] participé à la planification et à la mise en œuvre de la prétendue opération anti-terroriste », accusations aussitôt rejetées par le FSB,.
Sur Maïdan, des milliers de personnes sont venues rendre hommage aux manifestants avec des bougies et des fleurs. Le soir même, Ioulia Tymochenko, qui vient d'être libérée, s'adresse à la foule sur cette même place, saluant les « héros de l’Ukraine », demande « pardon » aux manifestants et les exhorte à rester mobilisés. Toutefois, les manifestants ne demandaient pas sa libération et la perçoivent comme un membre de « l'establishment » politique qu'ils dénoncent,. Confirmant un basculement de régime, des atterrissages d'avions privés sont signalés à Vienne, ville dans laquelle des oligarques ukrainiens ont déposé des avoirs bancaires.

#### Rôle des organisations nationalistes d'extrême droite lors des événements
Depuis les premières violences et de plus en plus à mesure que la contestation se radicalisera, la visibilité des organisations nationalistes d'extrême droite augmentera sensiblement : le parti Svoboda perdra sa prédominance au profit d'organisations encore plus radicales comme le Secteur droit (Pravyï Sektor) qui jouera un rôle décisif dans la suite des événements. Ces organisations sont soupçonnées de détenir la plupart des armes dérobées à la police locale et à des garnisons militaires juste avant la fuite de Victor Ianoukovytch, et se disent prêtes à affronter les forces gouvernementales.
Le quotidien israélien Haaretz a rapporté des rumeurs selon lesquels Secteur droit et Svoboda auraient distribué des traductions récentes de Mein Kampf et des Protocoles des Sages de Sion sur la place Maïdan, tandis que les représentants de la communauté juive d'Ukraine tiennent à dénoncer la propagande russe au sujet de l'antisémitisme[pas clair],,.
L'année 2014 marque l'intensification de la prise de conscience nationale en Ukraine. L'année suivante, le Parlement de l'Ukraine vote quatre lois de décommunisation ; quelque 965 statues de Lénine sont déboulonnées entre 2013 et 2016 dans tout le pays. La tendance selon laquelle le passé de l'Ukraine est présenté comme une période de colonisation russe est de plus en plus présente.

## Opposition au mouvement

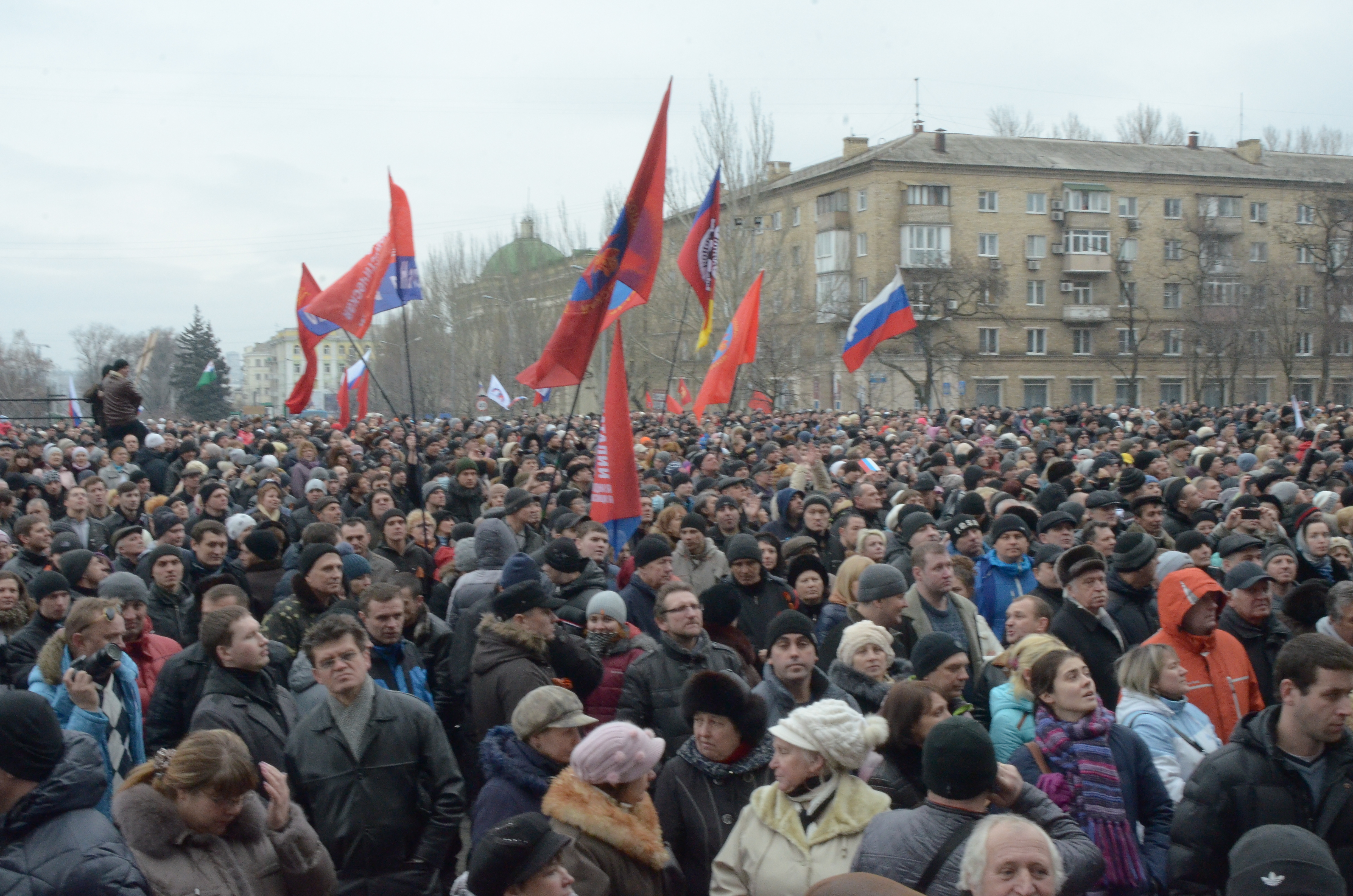
Manifestation le 3 mars 2014 à Donetsk contre l'Euromaïdan.

Le mouvement contestataire de 2013-2014 est celui d'une partie de l'Ukraine, alors qu'une autre partie, dans le Donbass, les villes industrielles et les grands ports, lui est fortement hostile. D'une part le Parti communiste d'Ukraine s'oppose au mouvement dès son émergence, refusant le rapprochement avec l'Union européenne, mais surtout les milieux économiques s'interrogent. Les oligarques ukrainiens, avec en tête Rinat Akhmetov, première fortune du pays, lâchent le pouvoir de Ianoukovytch (qu'ils avaient soutenu) dans le courant du mois de janvier, devant l'incapacité de ce dernier à rétablir l'ordre, mais cela ne signifie pas pour eux un blanc-seing pour la révolution de Maïdan. Les milieux d'affaires industriels du sud-est, plus tournés vers la Russie, redoutent l'anomie et le désordre qui se dessinent. De plus, les mesures économiques qu'il faudrait prendre si le FMI venait financer la faillite de l'Ukraine sont évoquées avec anxiété dans cette partie du pays. La question de l'aide à l'Ukraine leur semble évoquée avec légèreté, puisqu'il n'est pas question de la part de l'Union européenne, en proie à ses propres difficultés, de financer le déficit du pays, sans de plus qu'une équipe gouvernementale n'ait reçu pour l'instant de légitimité démocratique fondée sur des élections.

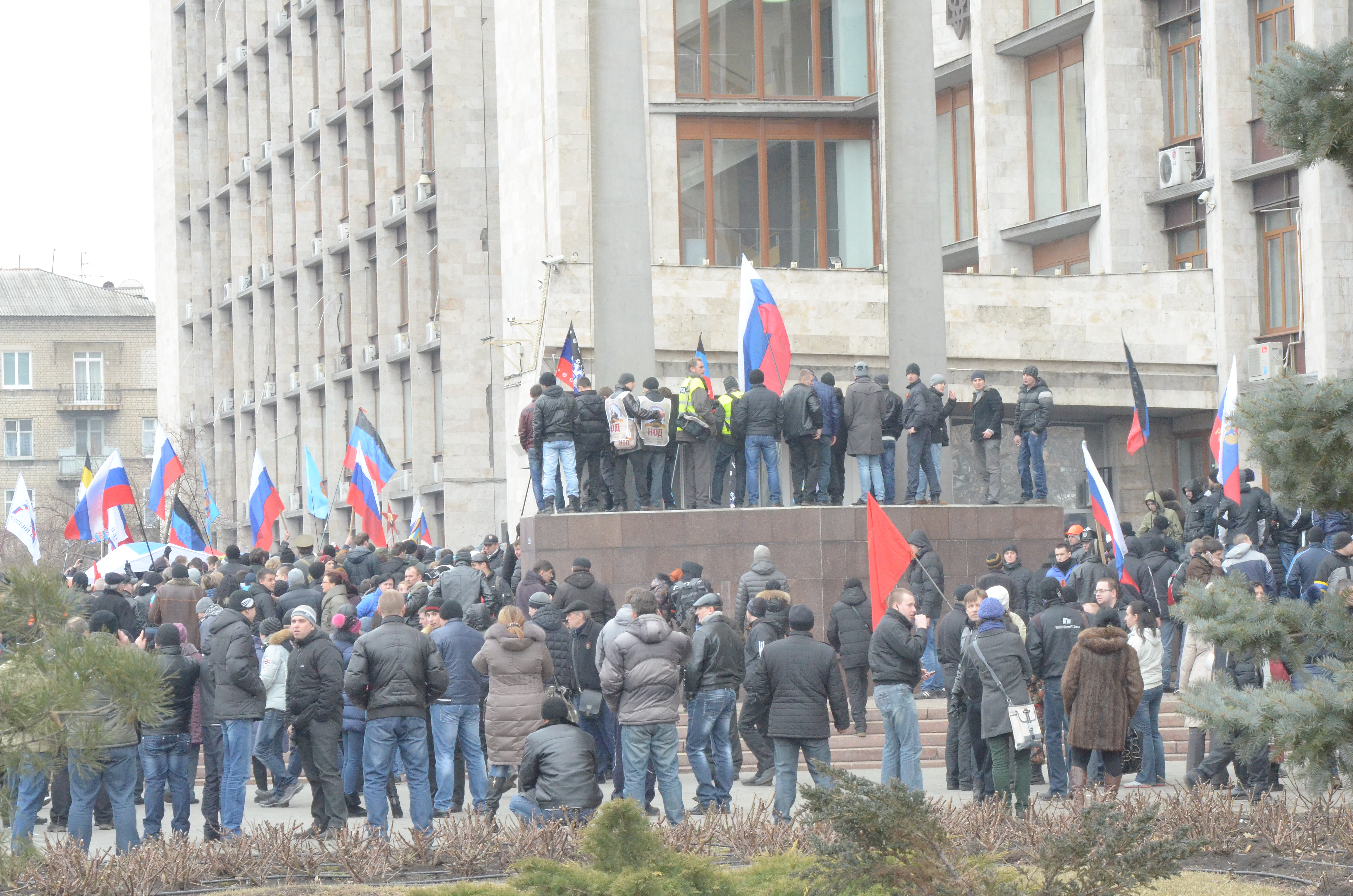
Manifestation à Donetsk le 1 mars 2014 contre l'Euromaïdan et prise du bâtiment de l'administration régionale.

Le 24 novembre 2013, deux mille manifestants protestent à Kiev en soutien à la fin des négociations avec l'Europe. Les communistes se postent régulièrement près des statues de Lénine pour éviter qu'elles ne soient renversées. Les 25 et 26 novembre, des mouvements dénommés « anti-Maïdan » par leurs dirigeants sont menés à Sébastopol et à Donetsk. Les manifestants considèrent les proeuropéens de Maïdan comme des fascistes, qualificatif qu'emploient également le Kremlin et une grande partie des médias russes.
Le 23 février 2014, juste après le changement de pouvoir, les proMaïdan sont minoritaires dans le sud-est, notamment à Donetsk, Louhansk ou bien à Kharkiv où ils sont empêchés de déboulonner la statue de Lénine. Ce même jour, dans la même ville, des anti-Maïdan s'affrontent aux pro-Maïdan sur la place de la Liberté. Une partie de l'Est ne reconnaît pas les nouvelles institutions, ainsi que certains députés du Parti des Régions, alors même qu'ils ont lâché Ianoukovytch. La tentative d'abrogation de la loi sur les langues, établie en 2012 sous Ianoukovitch, et qui avait promu le Russe comme langue officielle dans les treize régions (sur vingt-sept) où elle était la langue principale pour plus de 10 % de la population, exacerba les tensions. Quand bien même, à la suite du veto du président par intérim Oleksandr Tourtchynov, cette loi ne fut jamais abrogée. Dans le sud-est, des brigades « d'autodéfense » sont créées, notamment à Sébastopol. Dans cette ville, où se trouve une importante base navale louée par l'Ukraine à la flotte de la mer Noire russe ainsi qu'une population russophone, un nouveau maire prorusse, Alexeï Tchaly, est élu à main levée pour « le retour à la stabilité ».
Début mars 2014, la république autonome de Crimée est de facto détachée de Kiev. Le 18 mars, à la suite d'un pseudo-référendum à l'initiative de la Russie, sur le statut de la péninsule de Crimée qui s'est tenu le 16 mars, la Russie et la république de Crimée signent un traité entérinant le rattachement de la république à la fédération de Russie.
Dans le courant du mois d'avril, les pro-russes prennent d'assaut les bâtiments de plusieurs villes de l'oblast de Donetsk et de l'oblast de Louhansk et proclament l'indépendance des deux régions en tant que république populaire de Donetsk et république populaire de Louhansk. Des référendums d'autodétermination sont organisés le 11 mai 2014 afin de « valider » ces déclarations d'indépendance, référendums qui ont recueilli selon les autorités qui les ont organisés une très large majorité de voix favorables.
À Odessa, le 2 mai 2014, manifestent à la fois des anti-Maïdan et des pro-ukrainiens. Les manifestations dégénèrent et des anti-Maïdan, pourchassés par des pro-ukrainiens, trouvent refuge dans la Maison des syndicats d'Odessa, mais les pro-ukrainiens mettent le feu au bâtiment. Les affrontements font 48 morts, dont 32 à 42 dans l'incendie.

## Fin des manifestations
Selon l'Organisation pour la sécurité et la coopération en Europe (OSCE), le nettoyage de la place commence le 7 août 2014, les derniers manifestants se retirent pacifiquement tandis que quelques-uns restent dans les rues adjacentes. Au 11 août, toutes les tentes et barricades sont démontées et la circulation reprend sur la place.

## Réactions

### Réactions nationales

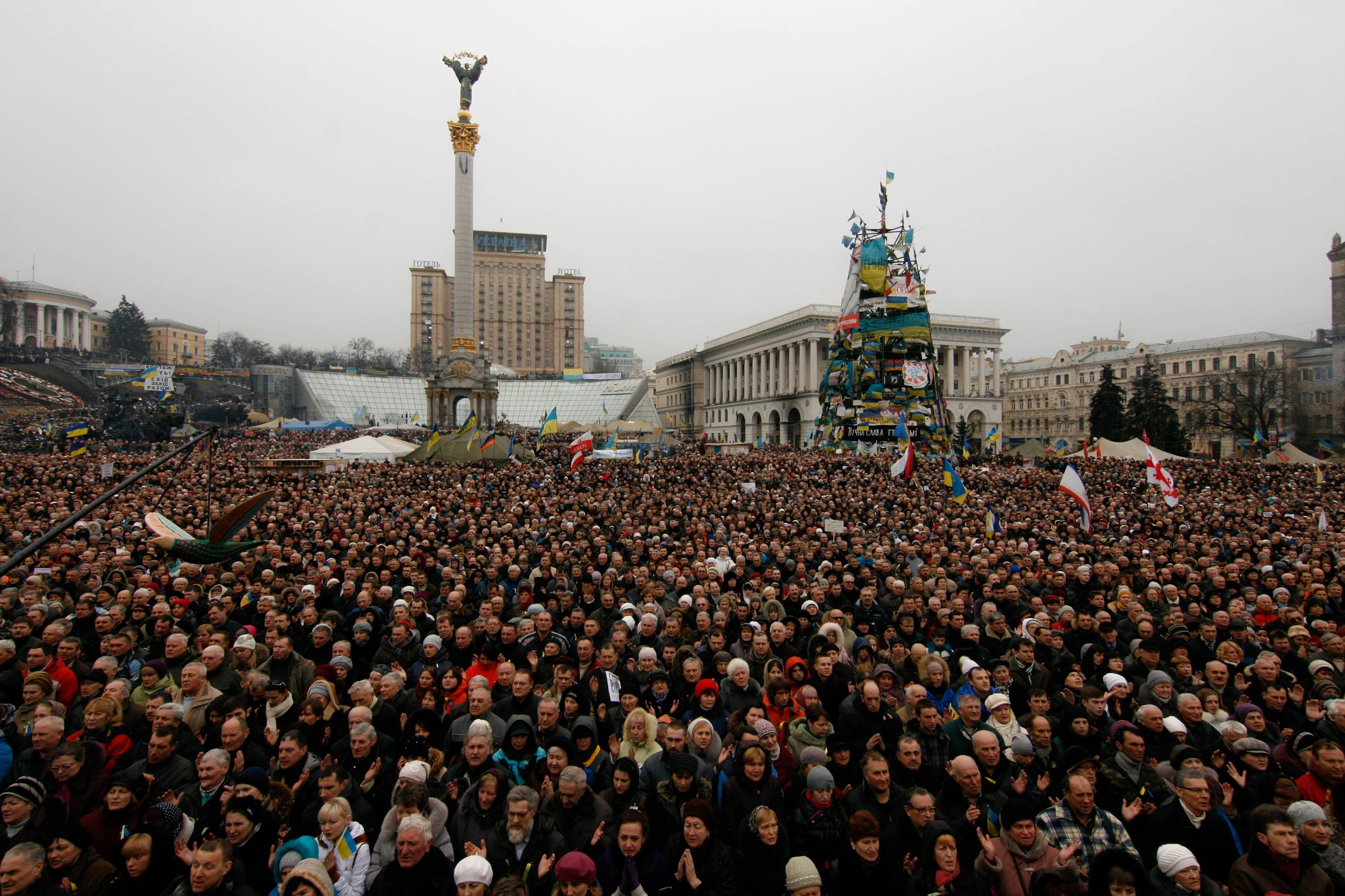
Manifestations place de l'Indépendance à Kiev protestant contre l'intervention russe en Crimée, le 2 mars 2014.

Le 26 novembre 2013, le Premier ministre ukrainien, Mykola Azarov, a reconnu que son pays a été « dissuadé par la Russie de signer l'accord avec l'UE ». Le 4 décembre 2013, les trois anciens présidents ukrainiens, Leonid Kravtchouk, Leonid Koutchma et Viktor Iouchtchenko, ont exprimé dans un communiqué commun leur « solidarité avec les actions civiles pacifiques des manifestants » et se sont interrogés sur la « volte-face brusque du gouvernement prise à l'égard de la signature de l'accord d'association européenne à Vilnius », affirmant par ailleurs que la « cruauté par laquelle les autorités agissent ne devrait pas être seulement condamnée publiquement mais également conformément à la législation ukrainienne », ajoutant que ce genre de pratiques est « totalement inacceptable dans un pays démocratique ». Le 9 décembre, le conseil suprême de Crimée (parlement de Crimée, région autonome traditionnellement prorusse) condamne dans une déclaration les manifestations, demandant au gouvernement de restaurer l'ordre à Kiev.
Le 20 février 2014, plusieurs sportifs de la délégation ukrainienne aux Jeux olympiques d'hiver de 2014 décident de quitter Sotchi prématurément. C'est notamment le cas de la slalomeuse Bogdana Matsotska (parfois écrit Bohdana Matsotska), qui déclare : « En solidarité avec les révolutionnaires sur les barricades du Maïdan, et en signe de protestation, nous refusons de participer aux futures épreuves ».

### Réactions internationales

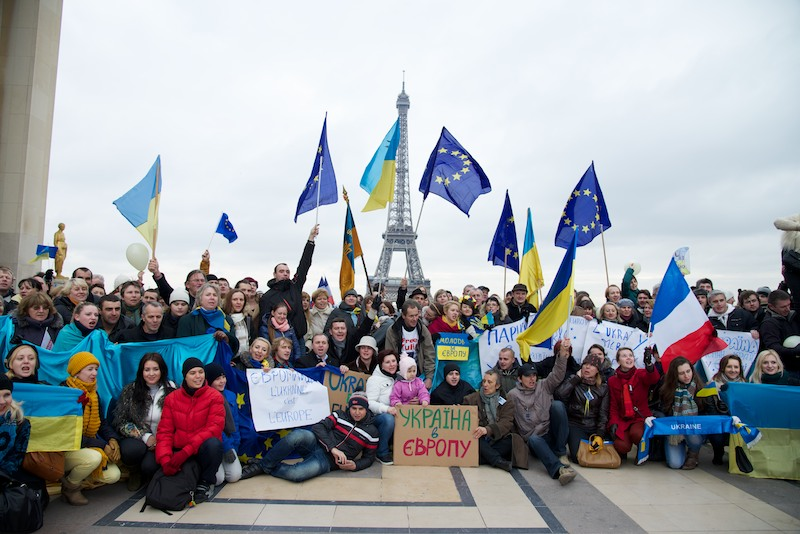
Manifestation de soutien à Paris (France) le 24 novembre 2013.

Le 22 novembre 2013, le président russe Vladimir Poutine accuse l'Union européenne d'être derrière les manifestations et parle de « pogrom » (ce mot en russe signifie émeute et n'a pas le sens qu'il a pris en français) au lieu de révolution à la suite des émeutes et la répression du 30 novembre-1er décembre.
Le Canada condamne « sans équivoque » la violence. Le ministre canadien des Affaires étrangères, John Baird, annonce que le pays offrira davantage d'aide médicale aux manifestants. Certains protestataires antigouvernementaux trouvent refuge à l'intérieur de l'ambassade canadienne, à Kiev. Quant à l'attitude et aux actions russes en Crimée, le ministre les compare à l'invasion des Sudètes par l'Allemagne nazie.
Le 5 décembre 2013, la secrétaire d'État adjointe américaine aux Affaires européennes et asiatiques, Victoria Nuland appelle le « gouvernement ukrainien à écouter la voix de son peuple » au cours d'une réunion de l'OSCE à Kiev. Le même jour, le ministre russe des Affaires étrangères Sergueï Lavrov déclare que les « autres nations ne devraient pas interférer dans la tourmente politique de l'Ukraine ».
Des drapeaux ukrainiens sont affichés en continu dans les médias géorgiens et des manifestations ont lieu à Tbilissi, en soutien aux manifestants de Maïdan, ainsi qu'une manifestation à Paris. L'ancien président géorgien Mikheil Saakachvili, continue de s'intéresser à la politique en parcourant les anciennes républiques soviétiques, où il tient des discours sur la démocratie, soutenant notamment les manifestations ukrainiennes de 2013, auxquelles il a participé.
Le 24 janvier 2014, le président français François Hollande déclare « appeler le gouvernement ukrainien à trouver le chemin du dialogue et à la baisse des tensions. » Il ajoute : « comme je l'ai déjà dit au sommet de novembre à Vilnius, l'Union européenne demeure ouverte à la signature d'un accord d'association avec l'Ukraine ».
Le 22 février, après l'annonce de Ianoukovytch selon laquelle il ne démissionnera pas, le ministre des Affaires étrangères polonais, Radosław Sikorski, écrit : « Ce n'est pas un coup d’État. Les bâtiments gouvernementaux ont été abandonnés. Le président du Conseil élu légalement. Le président Ianoukovytch a 24 heures pour signer l'entrée en vigueur de la Constitution de 2004 ». Ce même jour, le ministre russe des Affaires étrangères, Sergueï Lavrov, affirme que l'opposition ukrainienne est « aux mains d'extrémistes armés qui menacent la souveraineté nationale et l'ordre constitutionnel en Ukraine » et dénonce des adeptes des pogroms. Depuis, les médias russes dénoncent régulièrement les « bandits », « fascistes », « extrémistes », « pillards » qui séviraient à Kiev. Les Izvestia du 21 février décrivent ainsi une situation apocalyptique (« post-Tchernobyl »), titrant « Il n'y a que pendant l'occupation fasciste qu'on a vu ça à Kiev ». Dans le même temps, le pouvoir russe prend ses distances vis-à-vis de Viktor Ianoukovytch : le 4 mars, Vladimir Poutine, tout en dénonçant dans la destitution du « président légitime » un « coup d'État anticonstitutionnel », précise que l'homme n'a « plus d'avenir politique ».
Le conseiller à la Sécurité nationale indien Shiv Shankar Menon appelle le 6 mars 2014 toutes les parties impliquées à chercher une solution pacifique à cette crise diplomatique et, questionné sur la position officielle de l'Inde sur les événements qui se déroulent en Ukraine, il déclare : « Nous espérons que, quels que soient les problèmes internes en Ukraine, ils puissent être résolus pacifiquement, ainsi que les problématiques plus larges de réconcilier les différents intérêts impliqués, et il y des intérêts russes ainsi que d'autres qui sont impliqués... Nous espérons qu'ils seront discutés, négociés et qu'une résolution satisfaisante de ces conflits d'intérêts sera trouvée »,. Le président du Venezuela, Nicolás Maduro, a dénoncé « un coup d'État perpétré par des groupes extrémistes en Ukraine, à l'issue d'une guerre d'usure menée de l'extérieur par le gouvernement des États-Unis et leurs alliés de l'Otan ». Le communiqué estime également que l'installation des « autorités de fait » à Kiev menace la stabilité de toute la région, la souveraineté de la Russie et représente un danger « pour la sécurité des citoyens d'origine russe » en Ukraine.
Des manifestations de soutien ont par ailleurs lieu en Allemagne, en Arménie, en Autriche, en Bulgarie, en France, en Géorgie, en Italie, en Pologne, au Royaume-Uni, en Suède, en Suisse et en Tchéquie.
Le 25 septembre 2014, le mouvement Euromaidan reçoit le prix Lech-Wałęsa « pour honorer la constance et la détermination des milliers d'Ukrainiens qui en dépit des risques ont exprimé leurs aspirations pro-européennes et pro-démocratiques et qui ont commencé à lutter pour changer la situation socio-politique de leur pays. En affrontant les violations à la démocratie et les restrictions à leur auto-détermination, le mouvement Euromaidan a porté haut les bannières proclamant les valeurs de liberté et de dignité humaine, ouvrant ainsi la route à l’établissement d'un état démocratique ».

## Mémoire

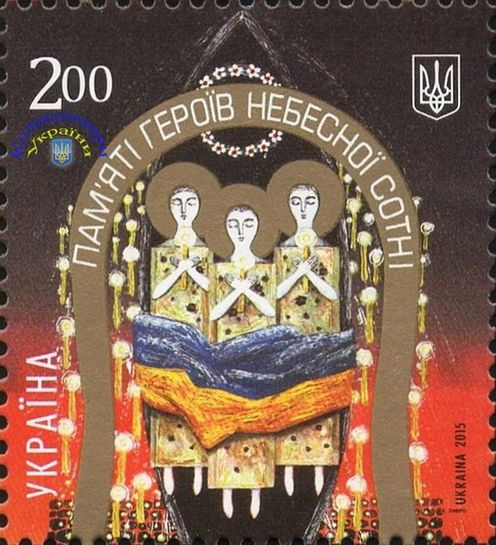
Sur un timbre national.

Les défunts font partie des Héros de la Centurie céleste et ont été créés : Ordre des Héros de la Centurie céleste, l'Allée des Anges une partie de la Rue de l'Institut renommée.